# Назар'єво
Назар'єво (рос. Назарьево) — село Клинського району Московської області, входить до складу міського поселення Високовськ. 
Станом на 2010 рік населення становило 78 чоловік.(рос.) 